# 匈牙利黑軍

匈牙利黑军在1458年至1490年之间的旗帜

匈牙利黑軍（匈牙利語：Fekete sereg）因軍團穿著漆黒的甲冑装備而得名。匈牙利國王匈雅提·馬加什一世平定貴族的叛亂後，組織了獨立於大貴族的傭兵軍，以抵禦外敵入侵。
這是自羅馬帝國時期以來，第一個在歐洲非依靠徵兵和定期支付薪水的傭兵軍。布拉德菲尔德戰役（Battle of Breadfield）是其取得的一場重要勝利。一般認為匈牙利黑軍自1458年成立至1490年解散，馬加什一世的死意味著匈牙利黑軍的結束，下一任國王烏拉斯洛二世無法維持費用的支出，只得將大部分的黑軍解散，剩餘的黑軍傭兵則被調遣至東南方與鄂圖曼帝國作戰，直到最後消耗掉或被裁併為止。

## 简介

### 编制
軍隊由8000至10000名雇傭兵所組成（後來增加到30000人），這些士兵的主要來源是由波希米亞、日耳曼、波蘭和匈牙利人的加入。軍團主要的部隊為步兵隊、火砲隊和輕、重型騎兵隊。重騎兵的工作是保護輕裝甲步兵和砲兵，讓其他部隊可以隨意攻擊敵人。

### 历史
1458年，匈牙利推選匈雅提·馬加什一世作為君主，他的父親匈雅提·亚诺什是著名的匈牙利攝政王。由於在匈雅提·馬加什一世的統治期間，匈牙利經濟蓬勃地發展，使得王國足以召集一隻強大的專業軍隊，這是匈牙利在歐洲史上前所未有的輝煌時刻。
但隨著匈雅提·馬加什一世的去世，繼任的乌拉斯洛二世無法繼續支付這隻軍隊的費用，黑軍也隨之解散。